# Xã Weaver, Quận Franklin, Arkansas
Xã Weaver (tiếng Anh: Weaver Township) là một xã thuộc quận Franklin, tiểu bang Arkansas, Hoa Kỳ. Năm 2010, dân số của xã này là 256 người.